# 小行星1738
小行星1738（1738 Oosterhoff）是一颗围绕太阳公转的小行星。1930年9月16日，亨德里克·范根特在约翰内斯堡发现了此天体。
該小行星以荷蘭天文學家彼得·奧斯特霍夫命名。
这颗小行星的绝对星等为284.1390367042608等。